# Mark Jackson (Basketballspieler)
Mark A. Jackson (* 1. April 1965 in New York City, New York) ist ein ehemaliger US-amerikanischer Basketballspieler der New York Knicks, Utah Jazz, Los Angeles Clippers, Indiana Pacers, Toronto Raptors und Houston Rockets in der NBA. Ab 2011 war Jackson Trainer der Golden State Warriors. Der 1,91 Meter große Jackson spielte die Position des Point Guard und ist mit 10.334 Assists hinter John Stockton, Jason Kidd, Chris Paul und Steve Nash der fünftbeste Vorlagengeber der NBA-Geschichte. Er arbeitet heute als Basketballexperte für die ABC.

## Laufbahn
Jackson wurde 1988 zum Rookie des Jahres gewählt und führte damit das NBA All-Rookie Team dieses Jahres an. Er spielte zudem in einem All-Star-Match, 1989. In seiner langen, 17-jährigen NBA-Karriere etablierte sich Jackson als verlässlicher Spielmacher, der im Durchschnitt immer für 10 Punkte und 8 Assists gut war. Bekannt war der physisch starke Jackson für sein „Post-up“-Spiel, in dem er den Körperkontakt zu gegnerischen Point Guards suchte und aus der Mitteldistanz zu guten Würfen kam.
Seinen Höhepunkt hatte Jackson als Mitglied der Indiana Pacers, als er mit Shooting Guard und Dreipunktwurf-Spezialist Reggie Miller ein Elite-Aufbauspielerduo stellte, das die damals schier unbesiegbaren Chicago Bulls um Michael Jordan in den 1998-Playoffs fast bezwang. Im Alter von 39 Jahren trat Jackson als bis dahin statistisch zweitbester Vorlagengeber aller Zeiten ab.
Er begann seine Medienkarriere als Analyst der New Jersey Nets und kommentiert heute hauptsächlich für die ABC. Zwischenzeitlich wurde er im Juni 2011 als Head Coach der Golden State Warriors angestellt. Der Vertragsabschluss wurde noch während der Finalserie 2011 der NBA bekannt und Jackson kommentierte in der Folge noch bis zum Ende der Meisterschaftsspiele für den Sender ABC.
Mit den Warriors schaffte Jackson sowohl 2013 als auch 2014 den Einzug in die Play-offs. Nach dem Ausscheiden in der ersten Runde 2014 gegen die Los Angeles Clippers wurde Jackson von den Warriors entlassen.

## Persönliches
Jackson ist mit Desiree Coleman verheiratet und hat 4 Kinder.